# Conus coccineus
Conus coccineus é uma espécie de gastrópode do gênero Conus, pertencente à família Conidae.

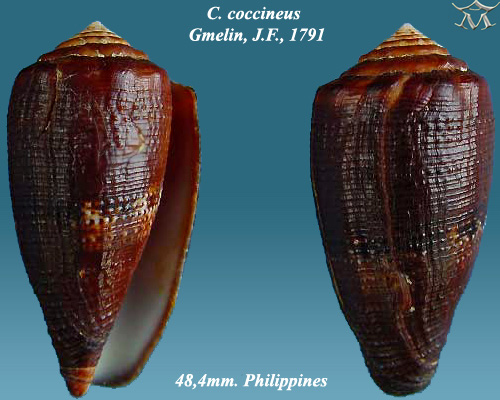